# 早朝始発の殺風景
『早朝始発の殺風景』（そうちょうしはつのさっぷうけい）は、青崎有吾による短編小説集。
2016年から2018年にかけて『小説すばる』に掲載された短編5編と、各短編の登場人物たちのその後が語られる書き下ろしエピローグが収録されている。2019年1月4日に集英社から単行本が発売されたのち、2022年1月20日に集英社文庫より文庫版が発売された。第73回日本推理作家協会賞（長編および連作短編集部門）候補。
始発の電車、放課後に立ち寄ったファミレス、観覧車の中などで繰り広げられる高校生たちの不器用な関係性をリアルタイム形式で描いた青春密室劇。

## あらすじ
早朝始発の殺風景（初出：『小説すばる』2016年1月号）
早朝5時35分の始発電車に乗った男子高校生の加藤木（かとうぎ）。偶然同じ車両にいたのは、あまり話したことがないクラスメイトの女子・殺風景（さっぷうけい）だった。なぜ彼女は、こんな朝早くの電車に乗っているのだろう。そして殺風景も、加藤木に対して同じ疑問を抱いていた。高校がある終点の啄木町駅に到着するまで約20分。二人はお互い腹の内を探りあう。

メロンソーダ・ファクトリー（初出：『小説すばる』2016年10月号）
仲良しの女子高生3人組の真田（さなだ）、詩子（うたこ）、ノギちゃんは、学園祭で着るクラスTシャツのデザインと発注を担当することになり、いつものファミリーレストランに集まって話し合っていた。デザインの候補は、クラスの人気者・石川が考えたA案と、真田が考えたB案。ノギちゃんはB案が良いと即決する。だが詩子が選んだのは、真田の予想に反してA案だった。

夢の国には観覧車がない（初出：『小説すばる』2017年5月号）
男子高校生の寺脇（てらわき）が所属するフォークソング部は、3年生の引退記念として、部員全員で遊園地「幕張ソレイユランド」に遊びに来る。大学受験を控える寺脇にとって、今日は青春最後の一日だった。寺脇が一緒に観覧車に乗ることになった相手は、寺脇が片思いしている後輩の葛城（かつらぎ）…ではなく、後輩男子の伊鳥（いとり）だった。

捨て猫と兄妹喧嘩（初出：『小説すばる』2018年5月号）
高校1年生の妹は、今は離れて暮らす1歳年上の兄を公園に呼び出す。捨て猫のスコティッシュフォールドを拾ったが、妹の住むマンションはペット禁止で、動物好きの兄に頼もうとしたのだ。だが、兄にウチでは飼えないと断られてしまう。二人は捨て猫をどうするか話し合うが、良い着地点が見つからず、言い争いになってしまう。

三月四日、午後二時半の密室（初出：『小説すばる』2018年8月号）
女子高の卒業式を風邪で休んだ煤木戸（すすきど）に卒業証書とアルバムを渡すため、彼女の家を訪れたクラス委員の草間（くさま）。クラスの中で孤高の存在だった煤木戸を目の前にして、草間はうまく話せない。一人で留守番していた煤木戸とお見舞いのプリンを一緒に食べたあと、草間は帰ろうとする。だがふと、草間は煤木戸に嘘をつかれているのではないかと考える。

## 書誌情報
- 青崎有吾『早朝始発の殺風景』
  - 単行本：2019年1月04日発売、集英社、ISBN 978-4-08-771174-5
  - 文庫本：2022年1月20日発売、集英社文庫、ISBN 978-4-08-744339-4、解説：池上冬樹

## テレビドラマ
2022年11月4日から12月9日まで毎週金曜 23時30分から翌0時にオリジナルドラマとしてWOWOWプライム、WOWOW 4Kで放送された。また、WOWOWオンデマンドで、第1話放送終了後の11月5日0時に第1話から第4話まで、第5話放送終了後の12月3日0時に第5話と最終話が配信開始された。全6話。主演は山田杏奈と奥平大兼。
原作では表題作とエピローグにしか登場しない殺風景と加藤木が、全話に登場する。また、原作に「捨て猫と兄妹喧嘩」の妹と兄の下の名前は登場しなかったが、テレビドラマでは「麻」「直文」という名前が設定されている。

### キャスト

#### 第1話
- 殺風景 - 山田杏奈（ - 最終話）
- 加藤木 - 奥平大兼（ - 最終話）
- 叶井 - 瀧七海[7]（ - 第4話・最終話）

#### 第2話
- 真田 - 吉川愛[12]（第1話・最終話）
- 詩子 - 中田青渚[12]（第1話・最終話）
- ノギちゃん - 尾碕真花[12]（第1話・最終話）
- 石川 - 大塚萌香[13]（第1話）

#### 第3話
- 寺脇 - 伊藤あさひ[12]（第1話・最終話）
- 伊鳥 - 望月歩[12]（第1話・最終話）
- 葛城 - 莉子[14]（第1話・最終話）
- 井筒 - 三浦孝紀[15]
- 藤 - 朝田淳弥[16]
- 田村 - 優大[17]

#### 第4話
- 麻 - 髙橋ひかる[7]（第1話・最終話）
- 直文 - 萩原利久[7]（最終話）
- 吉永 - 那須ほほみ[14]
- 麻の母 - 舟木幸[18]

#### 第5話
- 草間 - 藤野涼子[7]（第1話・最終話）
- 煤木戸 - 茅島みずき[7]（第1話・最終話）
- 後藤 - 中沢元紀[19]
- 米山 - 三好佑季[20]

### スタッフ
- 原作 - 青崎有吾『早朝始発の殺風景』（集英社刊）
- 脚本 - 濱田真和
- 音楽 - 田渕夏海
- 主題歌 - yutori「モラトリアム」[21]
- 脚本監修 - 岡田惠和
- 演出 - 瀧悠輔、坂上卓哉
- プロデューサー - 植田春菜、松本桂子、塩村香里
- 制作協力 - TBSスパークル
- 製作 - WOWOW

### 放送日程
| 各話   | 放送日   | 配信開始日 | サブタイトル               | 演出     |
| ------ | -------- | ---------- | -------------------------- | -------- |
| 第1話  | 11月04日 | 11月05日   | 早朝始発の殺風景           | 瀧悠輔   |
| 第2話  | 11月11日 | 11月05日   | メロンソーダ・ファクトリー | 瀧悠輔   |
| 第3話  | 11月18日 | 11月05日   | 夢の国には観覧車がない     | 坂上卓哉 |
| 第4話  | 11月25日 | 11月05日   | 捨て猫と兄妹喧嘩           | 坂上卓哉 |
| 第5話  | 12月02日 | 12月03日   | 三月四日、午後二時半の密室 | 瀧悠輔   |
| 最終話 | 12月09日 | 12月03日   | 啄木町の七不思議           | 瀧悠輔   |

## 漫画
2022年7月1日から11月18日まで、本作のコミカライズが「となりのヤングジャンプ」（集英社）にて連載された
。漫画は山田シロ彦が担当した。
- 原作：青崎有吾 / 漫画：山田シロ彦 『早朝始発の殺風景』 集英社〈ヤングジャンプコミックス〉、全2巻
  - 上 2022年11月17日発売[24]、ISBN 978-4-08-892498-4
  - 下 2022年11月17日発売[25]、ISBN 978-4-08-892499-1

## 朗読
2025年の集英社の文庫フェア「ナツイチ2025」にて、「夢の国には観覧車がない」の朗読が公開された。前半は「ナツイチ2025」特設サイトで無料公開、後半は文庫本の帯に記載されている二次元コードを読み取ることで視聴できる。朗読は小林千晃と土屋神葉。